# Frederick Moloney
Frederick „Fred“ Graham Moloney (* 4. August 1882 in Ottawa, Illinois; † 24. Dezember 1941 in Chicago (Illinois), Vereinigte Staaten) war ein US-amerikanischer Leichtathlet und Medaillengewinner bei Olympischen Spielen.
Moloney war zwischen 1898 und 1907 mit Unterbrechungen als Student an der University of Chicago eingeschrieben, erwarb dort aber niemals einen Abschluss. Er war ein talentierter Sprinter und Hürdenläufer, jedoch reichte es nicht zu einem nationalen Titel. Dennoch zählte er zusammen mit seinem 4 Jahre älteren Bruder, William Moloney, zur US-amerikanischen Mannschaft für die Olympischen Sommerspiele 1900 in Paris.
Moloney, dessen Vorname in vielen Publikationen nur mit der Kurzform „Fred“ erscheint, beteiligte sich in Paris am 100-Meter-Lauf, am 110-Meter-Hürdenlauf und an dem nur bei zwei Olympischen Spielen, 1900 in Paris und 1904 in St. Louis, ausgetragenen 200-Meter-Hürdenlauf.
Beim 100-Meter-Lauf qualifizierte sich Moloney über Vorlauf und Zwischenlauf für einen Hoffnungslauf, in dem der letzte Startplatz für das Finale vergeben wurde. In diesem Lauf war Moloney jedoch chancenlos. Über 200 Meter Hürden entschieden zwei Vorläufe über die Teilnahme am Finale, für das sich nur der jeweilige Sieger und Zweite qualifizierten. Moloney schied als Dritter in seinem Vorlauf aus.
Die eigentliche Stärke von Moloney war der 110-Meter-Hürdenlauf, der in den USA regelmäßig als 120-Yards-Hürdenlauf ausgetragen wurde, eine um nur wenige Zentimeter kürzere Strecke. Moloney qualifizierte sich mühelos über Vorlauf und Zwischenlauf für das Finale, lief dort jedoch vom Start an zwei seiner Landsleute hinterher.
Die Platzierungen bei Olympischen Spielen für Frederick Graham Moloney:
- II. Olympische Sommerspiele 1900, Paris
  - 110 m Hürden – BRONZE mit 15,6 s (Gold an Alvin Kraenzlein, USA mit 15,4 s; Silber an John McLean, USA mit 15,5 s)
  - 100 m – im Hoffnungslauf mit unbekannter Zeit ausgeschieden (Gold an Frank Jarvis, USA mit 11,0 s)
  - 200 m Hürden – im Vorlauf als Dritter mit unbekannter Zeit ausgeschieden (Gold an Alvin Kraenzlein, USA mit 25,4 s)

Anmerkung: Mit Ausnahme der Zeit des Siegers sind die Laufzeiten geschätzt, da es für die Platzierten keine Zeitmessung gab. Bei ihnen wurde der Rückstand auf den Sieger oder Vorplatzierten mit einer Längenangabe festgestellt.
Nach den Spielen in Paris beteiligte sich Moloney noch zwei Jahre erfolgreich an Wettkämpfen, insbesondere an den Vergleichswettkämpfen der Universitäten des mittleren Westens der USA. 1902 gelang ihm im 120-Yards-Hürdenlauf eine Zeit von 15,4 s, die der Zeit seines Konkurrenten Alvin Kraenzlein vom Finale in Paris entsprach, der dort die bis dahin schnellste jemals gelaufene Zeit und einen inoffiziellen Weltrekord erreichte.
Nach seiner sportlichen Karriere begann der berufliche Aufstieg von Moloney, der es bis zum Vizepräsidenten und Generaldirektor der Helios Corp. brachte, einer Firma, die sich u. a. mit der Entwicklung und dem Bau der ersten Autoradios beschäftigte.
In einigen Veröffentlichungen wird als Geburtsjahr 1882 angegeben. Einen Nachweis hierfür gibt es jedoch nicht. Die einzige schriftliche Quelle, die für das Jahr 1880 spricht, ist das Buch von Kamper/Mallon Who’s Who der Olympischen Spiele.